# Día del Señor

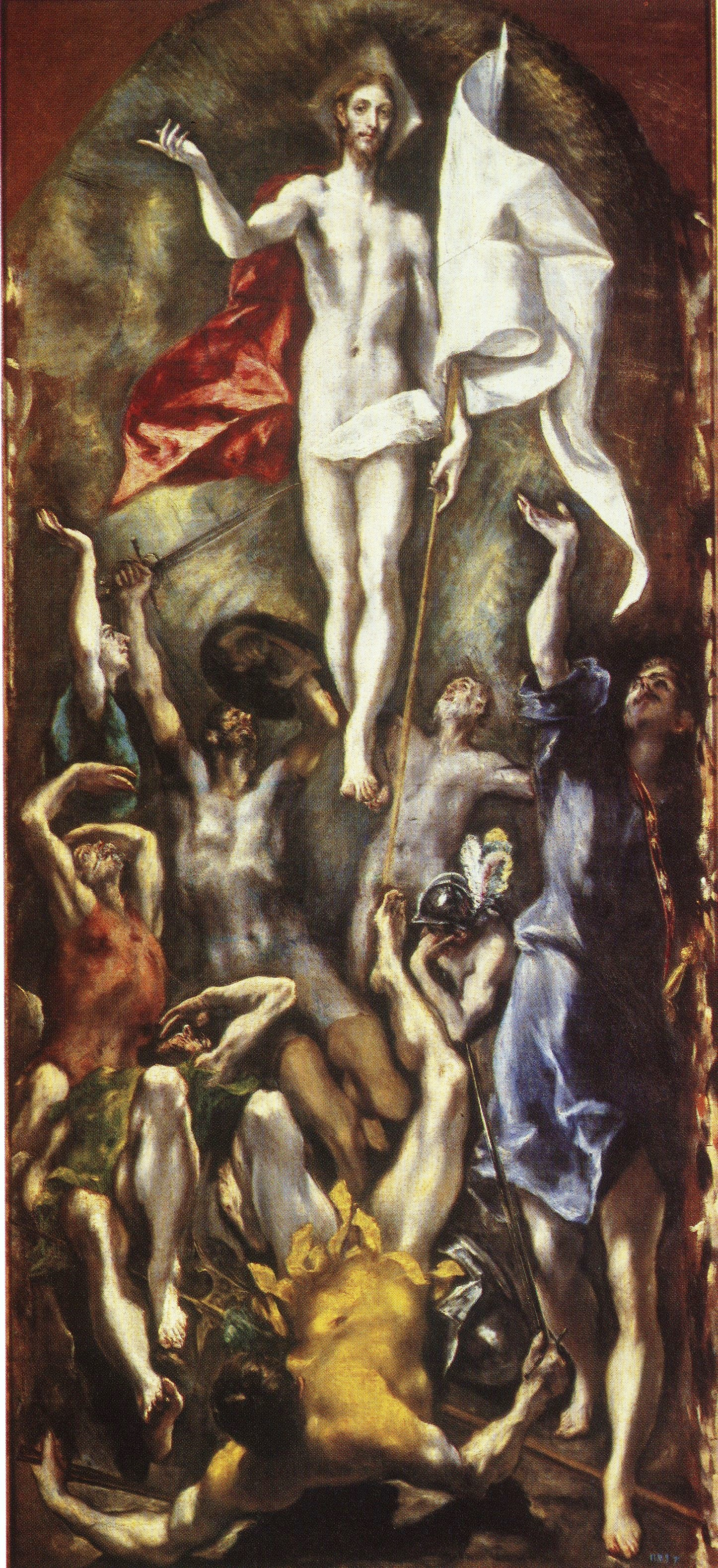
La Resurrección de El Greco (1586-1599).

Día del Señor (en griego neo-testamentario: ἡμέρα κυρίου ēmera Kyriou, en hebreo bíblico: יום יהוה Yom Yahweh, en latín: dies Dominicus) es un término usado diecinueve veces en el Antiguo Testamento (Isaías 2:12; 13:6, 9: Ezequiel 13:5, 30:3; Joel 1:15, 2:1, 11, 31, 3:14; Amos 5:18, 20; Abdías 15; Sofonías 1:7, 14; Zacarías 14:1; Malaquías 4:5) y cuatro veces en el Nuevo Testamento (Hechos 2:20; 2 Tesalonicenses 2:2; 2 Pedro 3:10). También es aludido en otros pasajes (Apocalipsis 6:17; 16:14).

## Etimología
Día del Señor, es un término que proviene de la traducción al latín dies Dominicus ('día del Señor'), este a su vez viene de su traducción griega  ἡμέρα κυρίου ēmera Kyriou que se encuentra en los escritos originales del Nuevo testamento.
En el Antiguo testamento se encuentra en hebreo como יום יהוה  Yom Yahweh, pero debido a la sacralidad de no pronunciar e incluso no escribir el Tetragrámaton, se sustituye por יום אדני Yom Aḏōnāy, literalmente el día del Señor.

## Sábado o domingo
Para la mayoría de los cristianos el término hace referencia al domingo, siendo el día de adoración pública y el primer día de la semana litúrgica en la tradición cristiana, al igual que lo es en otras tradiciones culturales. Es observado por la mayoría de los cristianos como una conmemoración semanal de la resurrección de Jesucristo quien, según los evangelios, habría resucitado el primer día de la semana.
Para grupos cristianos sabatistas, sin embargo, el Día del Señor hace referencia al sábado, afirmando que Dios llama al sábado su día santo en todo el Tanaj (Antiguo Testamento), así como en el cuarto mandamiento; también en tres ocasiones en el Nuevo Testamento Jesús dice ser el Señor del Sábado; y que el apóstol Pablo enseñaba el sábado.

### Desarrollo
Los cristianos gnósticos de Egipto fueron de los primeros en observar el domingo como Día del Señor durante el siglo i. Un ejemplo de reunión para partir el pan y orar se encuentra en la Biblia en el libro de Hechos, capítulo 20 versículo 7. Escritores del siglo ii, como Justino Mártir, escriben sobre la práctica de algunos cristianos guardando el domingo.
En los primeros siglos, el domingo, al convertirse en la fiesta de la resurrección de Cristo, recibió atención como día de servicios religiosos, con el tiempo, el domingo pasó a ser conocido como el Día del Señor. Estos primeros cristianos creían que la resurrección y ascensión de Cristo era señal del mundo renovado en Jesús, así el domingo y el sábado se asociaron. Se desconoce el porqué de la transición total del sábado al domingo como Día del Señor. Se ha argumentado que La Iglesia carecía de autoridad para imponer un novedoso cambio del descanso sabático para obtener el culto dominical universal. [cita requerida]
El 3 de marzo del 321, Constantino I legisló el día de descanso en el domingo (dies Solis), a excepción de trabajos necesarios como la agricultura. Antes de la Alta Edad Media, el Día del Señor se asoció con prácticas sabadistas legisladas por los Concilios de la Iglesia. Cuando Roma oficializa el cristianismo como religión de estado, el sacerdocio hace parte de los trabajos excluidos del domingo. Siguiendo el decreto de Tomás de Aquino, los cristianos ahora podían dedicar menos tiempo al método judaísta de guardar el sábado y, en cambio, establecer reglas sobre lo que uno "debe" y "no debe" hacer el sábado.
Los cristianos no han llegado al acuerdo del sábado o domingo como Día del Señor. Por lo general, se acepta el domingo como celebración a la resurrección de Jesús, y que el Nuevo Testamento usa +700 veces "Señor" para referirse a Jesús. Por otro lado, otros cristianos indican que es el sábado,  estos son llamados sabatistas, argumentan la tradición judía del Sabbat y rechazan el domingo argumentando el edicto de Constantino día de descanso en el domingo (dies Solis) como una fiesta pagana.

## Domingo como día de descanso
El apóstol Juan se refiere al «día del Señor» como κυριακός ἡμέρα («Kyriaki himera») (Apocalipsis 1:10). «Kyriaki», que significa «Señor», más adelante se convirtió en la palabra griega para el domingo. La traducción al latín del término griego «Kyriaki himera» es «Dominĭcus dies». Las lenguas procedentes del Imperio romano occidental, como el español y el italiano, tomaron la palabra «Dominĭcus» como nombre del primer día de la semana; de allí la palabra «domingo», «día del Señor». Sin embargo, a la luz de Marcos 2:28 y de Lucas 6:05, está escrito que el mismo Jesús (como «Hijo de Hombre») afirma que es el «Señor del sábado», el cual es el séptimo día bíblico. Algunos de los primeros cristianos observaban el sábado como día de reposo, mientras que otros se reunían para el culto el domingo. Sin embargo, en el año 363, las reuniones en el sábado como séptimo día fueron prohibidas por el canon 29 del Concilio de Laodicea.
Los apóstoles de Jesús se reunían el domingo para la partición del pan (Hechos 20:7), pero no hay ninguna mención a que Cristo hubiera dado instrucciones de cambiar el día reposo. El sábado es citado en el Nuevo Testamento como el día en que los apóstoles visitaban las sinagogas para predicar a Jesús no solamente a los judíos y, aunque la partición del pan posterior a la resurrección de Jesús aparece realizada el domingo, tanto en el pasaje de los discípulos de Emaús (Lucas 24:13-32) como en el libro de los Hechos de los Apóstoles (Hechos 20:7), tampoco se menciona el cambio del sábado al domingo.
No fue hasta el 7 de marzo del año 321, cuando Constantino I el Grande decretó que el domingo sería observado como el día de reposo civil obligatorio: 

En el venerable día del Sol, que los magistrados y las gentes residentes en las ciudades descansen, y que todos los talleres estén cerrados. En el campo, sin embargo, que las personas ocupadas en la agricultura puedan libremente y legalmente continuar sus quehaceres, porque suele acontecer que otro día no sea apto para la plantación o de viñas o de semillas; no sea que por descuidar el momento propicio para tales operaciones la liberalidad del cielo se pierda. Dado el séptimo día de marzo, Crispo y Constantino siendo cónsules cada uno de ellos por segunda vez. Codex Justinianus, lib. 3, tit. 12, 3; Philip Schaff, History of the Christian Church, Vol. 3 (1902), p. 380, note. (en inglés)</ref>

Antes de la Revolución francesa, en casi todos los países de tradición cristiana estaban prohibidos en domingo los trabajos manuales, el comercio y el baile. Había excepciones en casos de trabajos urgentes o para algún tipo de corporación gremial. Tras la Revolución, el descanso del domingo fue apareciendo paulatinamente en el derecho laboral, y en la actualidad está admitido en casi todas las legislaciones.
En esta época, la Iglesia, nacida en el seno de Roma, apoyada por el emperador, usó su autoridad para transferir el día de reposo del sábado al domingo. Sin embargo, no hay justificación bíblica exacta para dicha medida, simplemente se retoma el aspecto del acontecimiento de la Resurrección de Jesús por haber acaecido el primer día de la semana.
En el siglo XVI, un concilio papal tuvo el siguiente apéndice:

Recuerden todos los cristianos que el séptimo día fue consagrado por Dios y aceptado y observado no solo por los judíos, sino también por todos los que querían adorar a Dios; no obstante nosotros los cristianos hemos cambiado el sábado de ellos en el día del Señor, domingo.

La mayoría de las confesiones cristianas actualmente consideran al domingo como el día del descanso, un día sagrado y que habitualmente conlleva la asistencia a misa o al servicio dominical correspondiente. El rechazo al descanso dominical o a su valor religioso como «día del Señor» se da en Iglesias como los Adventistas del Séptimo Día y otros grupos sabatistas, que reivindican el reposo sabático del Antiguo Testamento como algo obligatorio para los cristianos.

## El domingo en la Biblia
En el Nuevo Testamento aparece ocho veces la expresión «primer día de la semana» pues el texto griego del Nuevo testamento no dice literalmente "primer día de la semana" sino "μια σαββατον" que literalmente significa "el primero de los sábados".(S. Mateo 28:1; S. Marcos 16:2-9; S. Lucas 24:1; S. Juan 20:1-19; Hechos 20:7; 1 Corintios 16:2).
Los católicos guardan el domingo porque en este día ocurrieron los hechos más importantes relacionados con la salvación, basados en la traducción antes mencionada. De esta forma, así como los judíos guardaron el sábado para recordar la obra de la creación, así los cristianos celebran el domingo para recordar la obra de la redención.
La idea de la preeminencia del domingo sobre el sábado proviene de la Biblia y de la tradición de la naciente Iglesia católica con sus concilios y los escritos de los llamados Padres de la Iglesia.

Este es el día que ha hecho el Señor, exultemos y gocémonos en él

El primer día de la semana, estando nosotros reunidos para la fracción del pan, Pablo, que debía marchar al día siguiente, conversaba con ellos y alargó la charla hasta la media noche

Cada Domingo, guarden ustedes todo lo que hayan podido ahorrar, de modo que no esperen mi llegada para recoger las limosnas

De hecho Pablo de Tarso dice:

Que nadie los venga a criticar por lo que comen o beben o por no respetar fiestas o el día sábado, pues eso no es sino sombras de la realidad que es Cristo Jesús

Otro dato bíblico que confirma la importancia del domingo es que el libro del Apocalipsis menciona el Día del Señor. La costumbre de llamar a este primer día de la semana el "día del Señor" se basa en la creencia que "el día del Señor" significa el Domingo (Ap 1,10). Porque Juan dice haber estado en el Espíritu en el día del Señor. Juan tuvo la visión por la cual escribiría ese libro. Aunque, muchos creen que el término el día del Señor no se refiere a un día de la semana en particular sino a un evento, el del juicio de Dios, pues en todo el Antiguo Testamento el día del Señor se refiere al juicio de Dios sobre las naciones. Esto va de acuerdo con la temática del libro de Apocalipsis.
Esforzad los aullidos, porque cercano está el día del Señor; la desolación será como de la terrible mano del Señor. (Isaías 13:6). Versión Torres Amat.
En el Concilio de Jerusalén, celebrado hacia el año 50, cuyo objetivo principal era determinar si el gentil piadoso creyente en Jesús debía convertirse formalmente al judaísmo (lo que implicaba ser circuncidado y seguir todos los preceptos del Antiguo testamento (o sea, la Torá judía), la postura que expuso Santiago está registrada en Hechos (15:20); la asamblea lo aprobó y posteriormente envió a otros creyentes para que comuniquen la decisión tomada:

Que hemos decidido el Espíritu Santo y nosotros no imponeros más cargas que estas necesarias:
Abstenerse de lo sacrificado a los ídolos, de la sangre, de lo ahogado y de la fornicación.
Haréis bien en guardaros de estas cosas.
Hechos (15:28-29)

Esto podría dar entender junto con otras exhortaciones de Pablo de Tarso en sus cartas, que en realidad la observancia del Sábado es para los judíos y no para los cristianos.

## El domingo en la Tradición Apostólica
Mientras que algunos dicen que en la Biblia se aparenta que los cristianos en los primeros años del cristianismo observaban el sábado como día de descanso y de adoración al Señor, en la tradición apostólica esto no es así. Existen numerosos testimonio de los padres apostólicos y de los padres de la Iglesia en donde se afirma que los cristianos en los primeros años del cristianismo empezaron a observar el domingo como día de descanso y de adoración al Señor, sustituyendo así el sábado por el domingo.
La Didaché, el escrito cristiano más primitivo que existe dice:

Reúnanse el día del Señor, partan el Pan y celebren la acción de gracias
Didaché

Ignacio de Antioquía, quien fue ordenado obispo por el mismo Juan el apóstol, en el año 110 escribió:

Si los que se habían criado en el antiguo orden de cosas vinieron a una nueva esperanza, no guardando ya el sábado, sino viviendo según el día del Señor (domingo), día en el que surgió nuestra vida por medio de Él y de Su muerte
Carta a los magnesios, 9, 1

Justino Mártir, vivió entre los años 100 y 164. En su primera apología escrita, en el capítulo 67 dice:

El día que se llama "día del sol" tiene lugar la reunión en un mismo sitio de todos los que habitan en la ciudad o en el campo. Celebramos esta reunión general el día del sol, por ser el día primero, en que Dios, transformando las tinieblas y la materia, hizo el mundo, y el día también en que Jesucristo, nuestro Salvador, resucitó de entre los muertos; pues es de saber que le crucificaron el día antes del día de Saturno, y al siguiente al día de Saturno, que es el día del sol, se apareció a sus apóstoles (cf. Mt28,9) y discípulos, enseñándoles estas mismas doctrinas que nosotros les exponemos para su examen
San Justino, Apología, 1, 69

Orígenes en el año 225 escribió:

Si se nos opone, que estamos acostumbrados a observar ciertos días, como por ejemplo, el día del Señor, primero de la semana
Orígenes

Jerónimo de Estridón, vivió entre los años 340 y 420 escribió:

Los paganos lo llaman día del Sol, y debemos reconocerlo como tal con la mejor voluntad, puesto que en ese día aparició la luz del mundo y en ese día amaneció el Sol de Justicia
Jerónimo de Estridón

El Catecismo de la Iglesia católica expone lo siguiente:

Jesús resucitó de entre los muertos “el primer día de la semana” (Mt 28, 1; Mc 16, 2; Lc 24, 1; Jn 20, 1). En cuanto es el “primer día”, el día de la Resurrección de Cristo recuerda la primera creación. En cuanto es el “octavo día”, que sigue al sábado (cf Mc 16, 1; Mt 28, 1), significa la nueva creación inaugurada con la resurrección de Cristo. Para los cristianos vino a ser el primero de todos los días, la primera de todas las fiestas, el día del Señor (Hè kyriakè hèmera, dies dominica), el “domingo”:

«Nos reunimos todos el día del sol porque es el primer día [después del sábado judío, pero también el primer día], en que Dios, sacando la materia de las tinieblas, creó al mundo; ese mismo día, Jesucristo nuestro Salvador resucitó de entre los muertos» (San Justino, Apologia, 1,67).
Sin embargo los pasajes antes mencionados como base para la observancia dominical caen en contradicción cuando se consultan dichos textos en el original griego, pues no aparece el término "primer día de la semana" sino "el primero de los sábados" como aparece en algunas versiones más fidedignas. Animamos al lector a buscar los textos antes mencionados en el texto griego y para su sorpresa la expresión "el primer día de la semana" no esta y en su lugar aparece la palabra sabbatov :
οψε δε σαββατον τη επιψοσκουση εις μιαν σαββατον....
(Mateo 28:1)
Y advancado el sábado, amaneciendo para el primero de los sábados, vino María Magdalena, y la otra María, a ver el sepulcro. 
(Mateo 28:1)Versión Stendal .
YComo paßo el Sabbado, Maria Magdalena, y Maria de Iacobo, y Salome, compraron drogas aromaticas, para venir à vngirlo. Y muy de mañana, el primero de los Sabbados, vienen àl ya el Sol. (Marcos 16:1-2) Versión del Oso 1569.
Y el Primero de los Sabbados, jlos dià partir el pã, Paulo les enua, auiendo de partirel día y a largó el hala media noche. 
(Hechos 20:7)V del Oso.
El domingo se distingue expresamente del sábado, al que sucede cronológicamente cada semana, y cuya prescripción litúrgica reemplaza para los cristianos. Realiza plenamente, en la Pascua de Cristo, la verdad espiritual del sábado judío y anuncia el descanso eterno del hombre en Dios. Porque el culto de la ley preparaba el misterio de Cristo, y lo que se practicaba en ella prefiguraba algún rasgo relativo a Cristo (cf 1Co 10, 11):
Los que vivían según el orden de cosas antiguo han pasado a la nueva esperanza, no observando ya el sábado, sino el día del Señor, en el que nuestra vida es bendecida por Él y por su muerte» (San Ignacio de Antioquía, Epistula ad Magnesios, 9, 1).

La celebración del domingo cumple la prescripción moral, inscrita en el corazón del hombre, de “dar a Dios un culto exterior, visible, público y regular bajo el signo de su bondad universal hacia los hombres” (Santo Tomás de Aquino, Summa theologiae, 2-2, q. 122, a. 4). El culto dominical realiza el precepto moral de la Antigua Alianza, cuyo ritmo y espíritu recoge celebrando cada semana al Creador y Redentor de su pueblo
http://www.vatican.va/archive/catechism_sp/p3s2c1a3_sp.html#II El día del Señor Catecismo de la Iglesia católica

## Liturgia católica
La liturgia distingue unos domingos respecto de otros, y así:
Domingo de AdvientoEs cada uno de los cuatro que preceden a la fiesta de Navidad.
Domingo de RamosEl último de la Cuaresma, que da principio a la Semana Santa.
Domingo de ResurrecciónAquél en el que la Iglesia celebra la Pascua de Resurrección, que, en el rito latino, es el domingo inmediato al primer plenilunio de primavera (después del 20 de marzo).
Domingo de la Divina MisericordiaLa semana después de la Pascua; en esta día quien comulga obtiene el perdón total de las culpas y de las penas.
Domingo de PentecostésFestividad de la Venida del Espíritu Santo, que se celebra el quincuagésimo día que sigue al de Pascua de Resurrección, contando ambos, y que fluctúa entre el 10 de mayo y el 13 de junio.
Domingo de la Santísima TrinidadFiesta movible que celebra la Iglesia el domingo siguiente al de Pentecostés.

## En otros idiomas
Estos son algunos de los nombres que recibe el domingo en distintos idiomas:
- Armenio: Կիրակի (kirakí) del griego κυριακή (kiriakí), 'Señor'.
- Catalán: diumenge.
- Cebuano: dominggo.
- Corso: duménica.
- Esperanto: dimanĉo.
- Francés: dimanche (m.), jour du Seigneur (m., locución)
- Gallego: domingo.
- Griego moderno: κυριακή (kiriakí), de kiriós, 'Señor'.
- Indonesio: Harí minggu.
- Interlingua: domínica.
- Irlandés: an domhnach.
- Italiano: domenica (f.)
- Latín: díes Domínĭcus o díes Solis.
- Malayo: Harí minggu; Harí ahad.
- Napolitano: dumméneca.
- Occitano: dimenge (m.)
- Portugués: domingo.
- Rumano: duminică (f.)
- Vietnamita: chủ nhật ('día del Señor').

### «Día del Sol»
- Afrikáans: sondag.
- Alemán: Sonntag.
- Bretón: Sul (m.) Sulioù (pl.), disul adverb
- Chino: 星期日 (xīngqīrì), 星期天 (xīngqītiān).
- Coreano: 일요일 (日曜日 iryoil).
- Danés: søndag.
- Feroés: sunnudagur (m.)
- Finlandés: sunnuntai.
- Frisón: snein.
- Galés: dydd sul.
- Hindi: रविवार (ravi-vār).
- Holandés: zondag (m.)
- Ido: sundio.
- Inglés antiguo: Sunnandæg (m.)
- Inglés: Sunday.
- Islandés: sunnudagur (m.)
- Japonés: 日曜日 (にちようび, nichiyōbi).
- Latín: díes Solis o díes Domínĭcus.
- Noruego: søndag.
- Quechua: intichaw.
- Sotho: sontaha.
- Sueco: Söndag.
- Tailandés: วันอาทิตย์ (wan aa thīt).
- Yidis: זונטיק (zúntik).

### «Día de no trabajo»
- Serbio: недеља/nedelja (f.)
- Búlgaro: неделя (nedelja) (f.)
- Checo: neděle (f.)
- Eslovaco: nedel’a (f.)
- Esloveno: nedelja (f.)
- Croata: nedjelja (f.)
- Polaco: niedziela (f.)
- Ucraniano: неділя (nedílja) (f.)

### Otros significados
- Alabama: nihtahollo, nihta istontòklo.
- Albanés: e diel.
- Amhárico: ሰኞ
- Árabe: الأحد (al-’áħad) - 'el [día] uno'.
- Azeri: bazar.
- Cheroqui: ᎤᎾᏙᏓᏆᏍᎬᎢ (unadodaquasgvi).
- Chickasaw: nitak hullo.
- Estonio: pühapäev.
- Euskera: igandea, domeka.
- Georgiano: კვირადღე (kviradǧe).
- Guaraní: arateĩ - 'primer día (día uno)'.
- Hebreo: יוֹם רִאשׁוֹן (yom rišón) m. - 'primer día'.
- Húngaro: vasárnap - 'día del mercado'.
- Kurdo: dusem.
- Letón: svētdiena.
- Lituano: sekmadienis.
- Maorí: rätapu.
- Ojibwe: Anami’egiizhigad.
- Persa: یک‌شنبه (yekšambe) - 'primer día'.
- Panyabí: ਐਤਵਾਰ (aitavār).
- Ruandés: kwamungu.
- Ruso: воскресенье (voskresén’je) n. - 'día de la resurrección de Cristo'.
- Siksiká: naatoyiksistsiko.
- Somalí: axad (préstamo del árabe).
- Suajili: jumapili.
- Tagalo: Linggo.
- Turco: pazar.
- Volapük: balüdel.
- Wólof: dibéer.